# Musée Masuuni Brunou
Le haut fourneau Brunou (finnois : Masuuni Brunou) ou musée d'usine de Juankoski et des travailleurs (finnois : Juankosken tehtaan ja työväen museo) est un musée  situé dans le quartier Juankoski de Kuopio en Finlande,,.

## Présentation
Le musée est situé dans l'ancien bâtiment du haut-fourneau juste à côté des rapides, maintenant endigués et détournés pour produire de l'hydroélectricité, et se trouve au centre de l'ancienne fonderie.
Le musée est géré par la Société d'histoire culturelle de Juankoski fondée en 1990 pour sauvegarder le patrimoine culturel et historique de la zone. 
Le musée a été ouvert par la société en 1991 et présente des expositions relatives aux produits de la fonderie, à l'histoire locale et à la vie des habitants de la localité.
Le nom du musée Haut fourneau Brunou vient de l'usage originel du bâtiment et du nom d'un des fondateurs de la fonderie Brynolf Brunou,.

## Exposition
Le musée présente une exposition permanente consacrée à l'histoire industrielle. 
De plus, des expositions temporaires sont organisées sur différents thèmes. 
Ainsi, l'exposition thématique « De Jussi à Juice - De Juankoski à Tampere » inaugurée en 2015 raconte l'histoire de Juice Leskinen, né à Juankoski.
Le musée est ouvert pendant la saison estivale de mi-juin à mi-août et sur rendez-vous le reste de l'année.